# Diplommatina inflatula
Diplommatina inflatula é uma espécie de gastrópode  da família Diplommatinidae.
É endémica de Palau.